# Nové Údolí
Nové Údolí (německy Neuthal) je zaniklá osada na území obce Stožec v okrese Prachatice, 3,5 km jižně od Stožce v údolí Studené Vltavy na severním úpatí Třístoličníku u česko-bavorských hranic, v nadmořské výšce 815 – 855 m.

## Název
Na začátku své existence dostala osada název Spitzberg, který byl brzy nahrazen jménem Neuthal. V češtině se na začátku 20. století obci říkalo Nová Ves. Později však převládlo jméno Nové Údolí.

## Historie
Nové Údolí vzniklo jako dřevařská osada v roce 1795. Na podzim roku 1910 sem byla od Černého Kříže postavena železniční trať, která přes celnici v Haidmühle pokračovala do Pasova. V témže roce zde bylo 34 domů a 271 obyvatel – z toho 259 německé národnosti. V období první republiky v obci byla stanice četnictva a finanční stráže, dva ubytovací hostince, schwarzenberská lesovna, škola, obchod, hasičská zbrojnice, taneční parket a železniční stanice.
Po druhé světové válce a vysídlení německých obyvatel přišli do Nového Údolí noví osadníci, v roce 1948 však byli vystěhováni a byla zbudována železná opona. Trať do Bavorska byla fyzicky přerušena, když bylo několik desítek metrů kolejí na české straně vytrháno. Železniční trať z Černého Kříže zůstala sice zachována, ale osobní vlaky od 70. let končily jízdu nuceně ve Stožci, za nímž byla trať přehrazena vraty a zatarasena výkolejkou, a do Nového Údolí jezdily jen kontrolované manipulační vlaky se dřevem. Proto byl na německé straně 18 km dlouhý úsek železnice z Haidmühle do Jandelsbrunnu v roce 1974 rozebrán. V 80. letech byla po přestěhování roty Pohraniční stráže do nových kasáren ve Stožci zbourána kamenná kasárenská budova, která byla v Novém Údolí původně postavena pro četnickou stanici.

## Současnost
Z původních budov se v Novém Údolí dochovala jediná stodola. Provoz osobních vlaků do Nového Údolí byl na české straně obnoven 30. června 1990. V roce 1994 byl založen spolek Pošumavská jižní dráha, který symbolicky obnovil koleje až přímo na státní hranici (v délce 105 m) a v květnu 1997 zde otevřel minimuzeum šumavských lokálek umístěné v historickém železničním voze. V roce 1999 tu byla postavena Chata Nové Údolí. Bývalá osada se nachází na trase Šumavské pěší magistrály, proto zde Správa Národního parku Šumava vybudovala jedno ze šesti nouzových nocovišť umožňující přespání v přírodě.
Vede zde železniční trať z Číčenic na které leží stejnojmenná stanice. Do Studené Vltavy se zde vlévá Údolský potok.